# Берк, Трей
Альфонсо Кларк «Трей» Берк III (англ. Alfonso Clark "Trey" Burke III; род. 12 ноября 1992[…], Колумбус[…]) — американский профессиональный баскетболист, выступающий за клуб «Метс де Гвайнабо». Играет на позиции разыгрывающего защитника. Был выбран в первом раунде под общим 9-м номером на драфте НБА 2013 года командой «Миннесота Тимбервулвз» и сразу обменян в клуб «Юта Джаз». До этого играл за студенческую команду «Мичиган Вулверинс». В сезоне 2012/2013 выиграл пять наград студенческой лиги, играя в Дивизионе I.
Берк окончил старшую школу в 2011, в том же году был назван Мистером штата Огайо по баскетболу. Он являлся членом атлетической ассоциации штата Огайо, став вице-чемпионом Дивизиона I в 2011. Также являлся представителем любительского баскетбольного союза. Выиграв турнир для 16-летних в 2009 и заняв второе место в 2008 в турнире для 15-летних.
На первом курсе университета Мичигана, в сезоне 2011/2012, Берк был признан новичком года по версии СМИ, первокурсником года по версии Sporting News, а также вошёл в вторую команду Биг Тен и символическую команду Биг Тен. Вошёл в вторую команду All-American по версии CBSSports.com и упомянут Associated Press. Помимо этого Трей являлся лидером команду по количеству очков, передач, перехватов и блок-шотов.
На втором курсе Берк был выбран в первую команду All-American NCAA 2013 года, по версии: Associated Press, CBSSports.com, Sporting News, Sports Illustrated, тренеров и журналистов. Вместе с командой победил в конференции Биг Тен и был признан игроком сезона Биг Тен. Помимо этого выиграл почти все индивидуальные награды NCAA. Был лидером по передачам в конференции Биг Тен как студент второкурсник и также установил рекорд по передачам за сезон для команды «Мичиган Вулверинс».

## Ранние годы

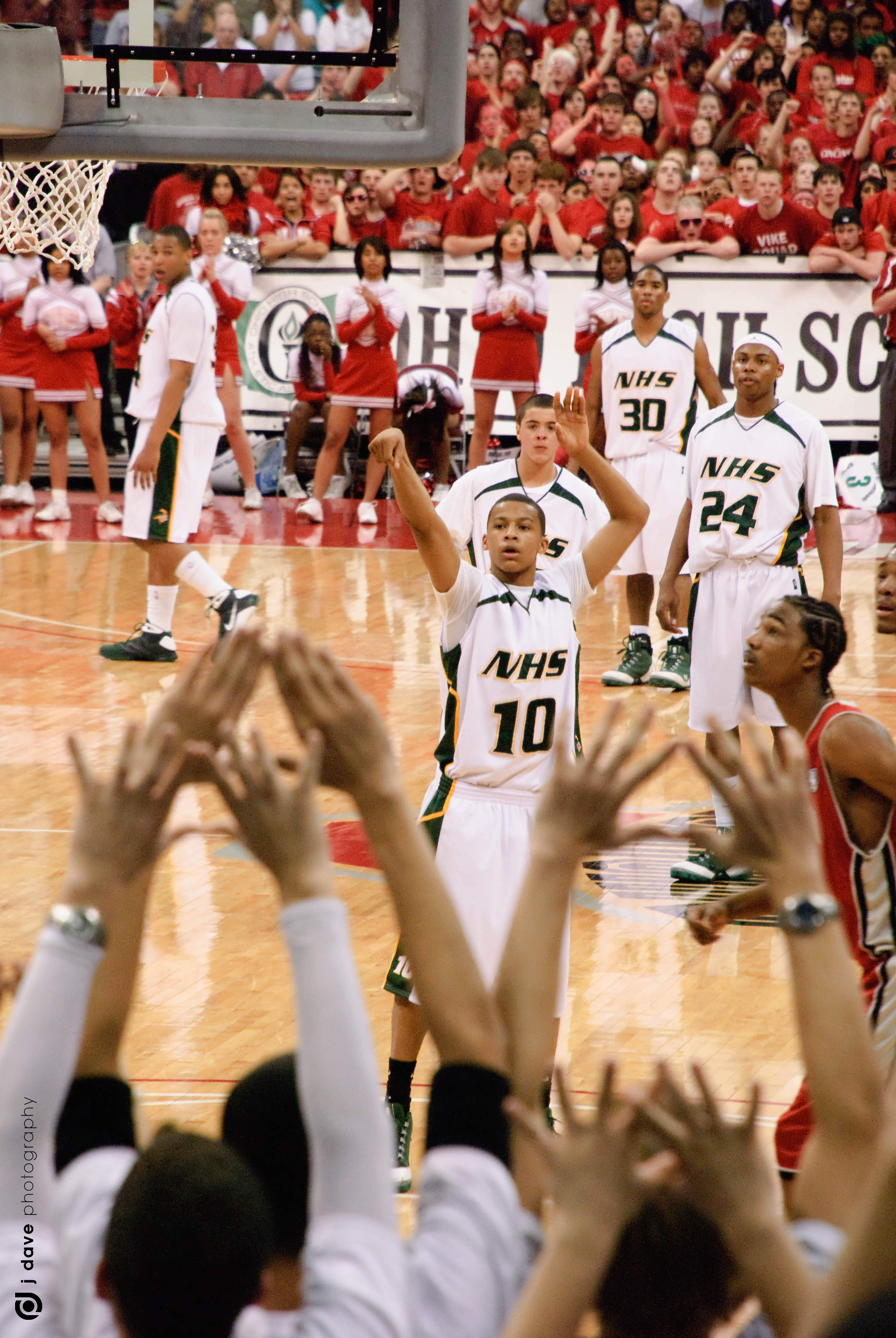
Берк пробивает штрафные броски за школьную команду, в 2009 году

В возрасте 5 лет, в команде Берка были изменены правила, поскольку Трей не умел совершать перехваты. В результате чего, ему было разрешено играть не больше одной половины матча и запрещено выходить на паркет, когда мяч был у соперников его команды. В четвёртом классе лучшим другом Берка был Джаред Саллинджер, когда они учились в одном классе. Но в шестом классе, родители Трея переехали в Атланту из-за чего, они временно перестали общаться. Сам переезд длился год. В возрасте 9 лет отец Берка, заставлял выполнять все левой рукой. В том числе чистить зубы, есть ужин, для развития амбидекстрии. Отец Джареда Сатч Саллинджер был главным тренером команды старшой школе Нортленд, а отец Берка ассистентом Истмурской академии. Из-за этого, изначально Трей выбрал команду старшой школы Нортленда, чувствуя что у него там больше шансов заиграть. В 2009 году он дал клятву в верности студенческой команде Пенсильвании, но после передумал и оказался в команде университета Мичигана.
В первой же год в средней школе, Берк попал баскетбольную команду, но там играл немного. Между первым и вторым годом в школе, команда Трея потерпела поражения в летний лиге. Тогда отличил игрок соперников Дариан Картам, набравшей в игре 35 очков.

## Колледж

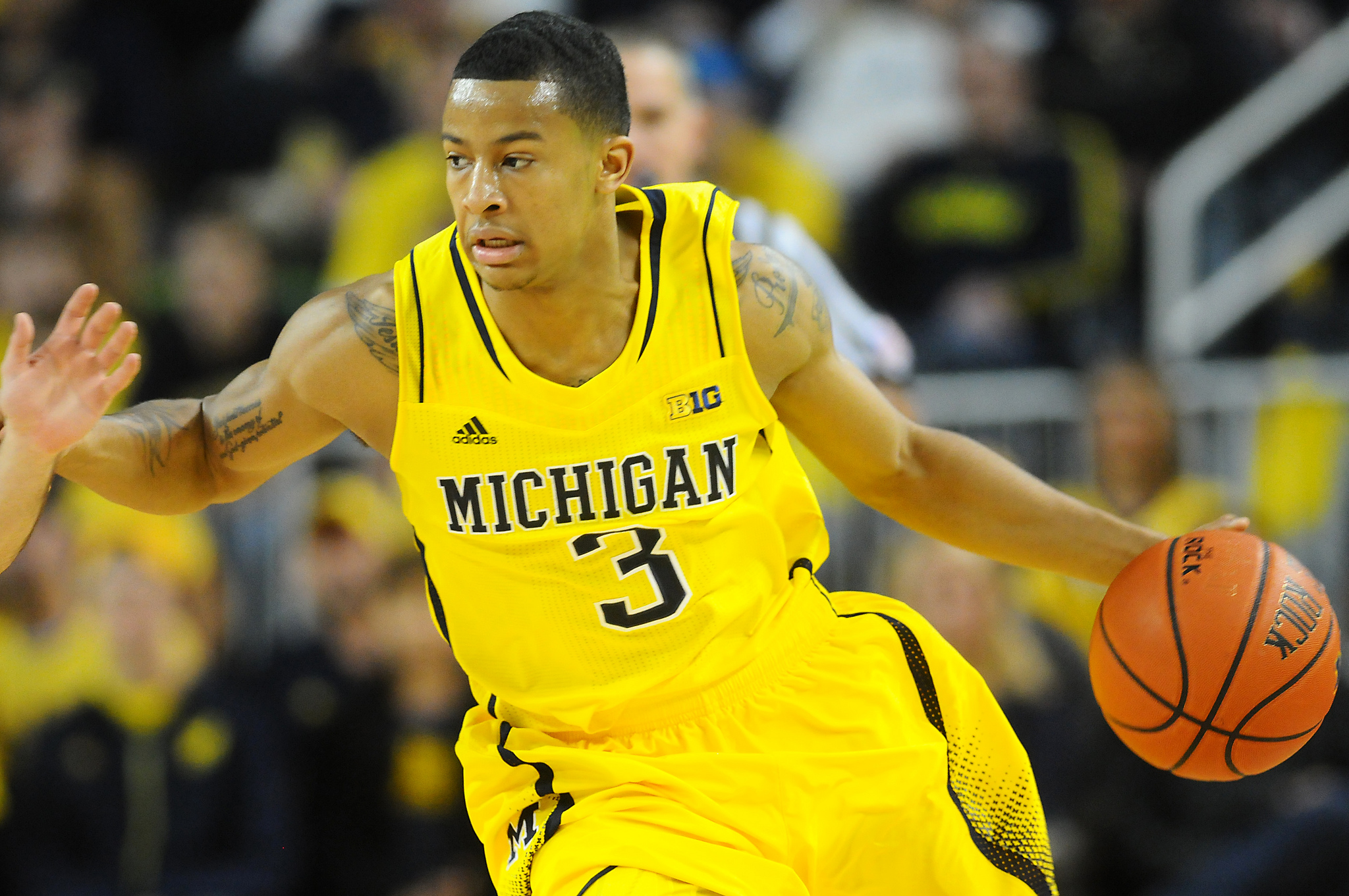
Берк в игре за студенческую команду «Мичиган Вулверинс»

По окончании сезона 2010/11, команда конференции Биг Тен «Мичиган Вулверинс», потеряла лидера команды по передачам, Дариуса Морриса. Выбранный на драфте, команды НБА «Лос-Анджелес Лейкерс». В результате чего у Мичигана оказалась вакантной позиция разыгрывающего, на которую был подписан Берк.

## Драфт НБА 2012
Сразу по окончании сезона, Берк заявил что не заинтересован выставить свою кандидатуру на драфт 2012 года. По окончании сезона он был назван лучшим молодым разыгрывающим, также вошёл во вторую команду All-American. Основной причиной не выставлять кандидатуру на драфт, было изобилие разыгрывающих у команд и необходимость в «дрибблерах». Но спустя пару дней, поняв что разыгрывающих не так много, Берк все же решил обдумать с семьей предложение о драфте.

## Личная жизнь
Его дед играл за старшую школу Востока в Колумбусе в 1950-х, отец выступал на играх за Истмур в 1980-х, до того как стал игроком Северо-западного Университета штата Миссури. Его родители Ронада и Альфонсо «Бенджин» Берк II.

## Статистика

### Статистика в НБА
| Сезон                                                                                    | Команда     | Регулярный сезон | Регулярный сезон | Регулярный сезон | Регулярный сезон | Регулярный сезон | Регулярный сезон | Регулярный сезон | Регулярный сезон | Регулярный сезон | Регулярный сезон | Регулярный сезон | Серия плей-офф | Серия плей-офф | Серия плей-офф | Серия плей-офф | Серия плей-офф | Серия плей-офф | Серия плей-офф | Серия плей-офф | Серия плей-офф | Серия плей-офф | Серия плей-офф |
| Сезон                                                                                    | Команда     | GP               | GS               | MPG              | FG%              | 3P%              | FT%              | RPG              | APG              | SPG              | BPG              | PPG              | GP             | GS             | MPG            | FG%            | 3P%            | FT%            | RPG            | APG            | SPG            | BPG            | PPG            |
| ---------------------------------------------------------------------------------------- | ----------- | ---------------- | ---------------- | ---------------- | ---------------- | ---------------- | ---------------- | ---------------- | ---------------- | ---------------- | ---------------- | ---------------- | -------------- | -------------- | -------------- | -------------- | -------------- | -------------- | -------------- | -------------- | -------------- | -------------- | -------------- |
| 2013/14                                                                                  | Юта         | 70               | 68               | 32,3             | 38,0             | 33,0             | 90,3             | 3,0              | 5,7              | 0,6              | 0,1              | 12,8             | Не участвовал  | Не участвовал  | Не участвовал  | Не участвовал  | Не участвовал  | Не участвовал  | Не участвовал  | Не участвовал  | Не участвовал  | Не участвовал  | Не участвовал  |
| 2014/15                                                                                  | Юта         | 76               | 43               | 30,1             | 36,8             | 31,8             | 75,2             | 2,7              | 4,3              | 0,9              | 0,2              | 12,8             | Не участвовал  | Не участвовал  | Не участвовал  | Не участвовал  | Не участвовал  | Не участвовал  | Не участвовал  | Не участвовал  | Не участвовал  | Не участвовал  | Не участвовал  |
| 2015/16                                                                                  | Юта         | 64               | 0                | 21,3             | 41,3             | 34,4             | 81,7             | 1,8              | 2,3              | 0,5              | 0,1              | 10,6             | Не участвовал  | Не участвовал  | Не участвовал  | Не участвовал  | Не участвовал  | Не участвовал  | Не участвовал  | Не участвовал  | Не участвовал  | Не участвовал  | Не участвовал  |
| 2016/17                                                                                  | Вашингтон   | 57               | 0                | 12,3             | 45,5             | 44,3             | 75,9             | 0,8              | 1,8              | 0,2              | 0,1              | 5,0              | 3              | 0              | 6,6            | 0,0            | 0,0            | 0,0            | 0,0            | 1,7            | 0,0            | 0,0            | 0,0            |
| 2017/18                                                                                  | Нью-Йорк    | 36               | 9                | 21,8             | 50,3             | 36,2             | 64,9             | 2,0              | 4,7              | 0,7              | 0,1              | 12,8             | Не участвовал  | Не участвовал  | Не участвовал  | Не участвовал  | Не участвовал  | Не участвовал  | Не участвовал  | Не участвовал  | Не участвовал  | Не участвовал  | Не участвовал  |
| 2018/19                                                                                  | Нью-Йорк    | 33               | 7                | 20,9             | 41,3             | 34,9             | 82,7             | 1,9              | 2,8              | 0,6              | 0,2              | 11,8             | Не участвовал  | Не участвовал  | Не участвовал  | Не участвовал  | Не участвовал  | Не участвовал  | Не участвовал  | Не участвовал  | Не участвовал  | Не участвовал  | Не участвовал  |
| 2018/19                                                                                  | Даллас      | 25               | 1                | 17,4             | 46,3             | 35,6             | 83,7             | 1,5              | 2,6              | 0,5              | 0,1              | 9,7              | Не участвовал  | Не участвовал  | Не участвовал  | Не участвовал  | Не участвовал  | Не участвовал  | Не участвовал  | Не участвовал  | Не участвовал  | Не участвовал  | Не участвовал  |
| 2019/20                                                                                  | Филадельфия | 25               | 0                | 13,1             | 46,5             | 42,1             | 72,2             | 1,4              | 2,1              | 0,3              | 0,0              | 5,9              | Не участвовал  | Не участвовал  | Не участвовал  | Не участвовал  | Не участвовал  | Не участвовал  | Не участвовал  | Не участвовал  | Не участвовал  | Не участвовал  | Не участвовал  |
| 2019/20                                                                                  | Даллас      | 8                | 1                | 23,9             | 42,7             | 43,2             | 90,9             | 1,9              | 3,8              | 1,1              | 0,1              | 12,0             | 6              | 3              | 26,1           | 50,8           | 47,1           | 60,0           | 3,2            | 2,0            | 1,3            | 0,3            | 12,3           |
|                                                                                          | Всего       | 394              | 129              | 23,0             | 41,0             | 34,5             | 80,0             | 2,0              | 3,5              | 0,6              | 0,1              | 10,6             | 9              | 3              | 19,6           | 47,6           | 42,1           | 60,0           | 2,1            | 1,9            | 0,9            | 0,2            | 8,2            |
| Наведите курсор мыши на аббревиатуры в заголовке таблицы, чтобы прочесть их расшифровку. |             |                  |                  |                  |                  |                  |                  |                  |                  |                  |                  |                  |                |                |                |                |                |                |                |                |                |                |                |

### Статистика в колледже
| Сезон                                                                                   | Команда | GP | GS | MPG  | FG%  | 3P%  | FT%  | RPG | APG | SPG | BPG | PPG  |  |
| --------------------------------------------------------------------------------------- | ------- | -- | -- | ---- | ---- | ---- | ---- | --- | --- | --- | --- | ---- |  |
| 2011/12                                                                                 | Мичиган | 34 | 32 | 36,1 | 43,3 | 34,8 | 74,4 | 3,5 | 4,6 | 0,9 | 0,4 | 14,8 |  |
| 2012/13                                                                                 | Мичиган | 39 | 39 | 35,2 | 46,3 | 38,4 | 80,1 | 3,2 | 6,7 | 1,6 | 0,5 | 18,6 |  |
|                                                                                         | Всего   | 73 | 71 | 35,6 | 45,0 | 36,7 | 77,7 | 3,3 | 5,7 | 1,3 | 0,5 | 16,9 |  |
| Наведите курсор мыши на аббревиатуры в заголовке таблицы, чтобы прочесть их расшифровку |         |    |    |      |      |      |      |     |     |     |     |      |  |